# Copnor
Copnor – dzielnica w Portsmouth, w Anglii, w Hampshire, w dystrykcie (unitary authority) Portsmouth. W 2011 dzielnica liczyła 13 608 mieszkańców. Copnor jest wspomniana w Domesday Book (1086) jako Copenore.